# Martin Lake
Martin Lake – jednostka osadnicza w Stanach Zjednoczonych, w stanie Minnesota, w hrabstwie Anoka.